# 紫檀素
紫檀素是一种紫檀素类化合物，属于异黄酮类衍生物，分子式C17H14O5，存在于紫檀属（学名：Pterocarpus）等许多植物中。